# ザ・ウォーク
『ザ・ウォーク』（原題: The Walk）は、2015年のアメリカ合衆国の伝記映画。監督はロバート・ゼメキス、主演はジョセフ・ゴードン＝レヴィット。
1974年にワールドトレードセンターで綱渡りしてニューヨークの市民を驚かせたフランスの綱渡りの大道芸人フィリップ・プティのノンフィクション『マン・オン・ワイヤー』を原作としている。

## あらすじ
フランス人のフィリップ・プティは、8才で見たサーカスの綱渡りに魅せられ、独学で綱渡りやジャグリング、手品など様々な技を取得した。青年に成長し、綱渡りの第一人者であるパパ・ルディに師事するフィリップ。しかし、生意気盛りでアーチスト気取りのフィリップは、パパ・ルディの言う「観客への感謝の気持ち」が理解できず、破門されてしまう。
1973年、パリで大道芸人になったフィリップは、ニューヨークのワールドトレードセンターが完成間近という記事を目にした。当時、世界一の高さを誇ったツインタワーにワイヤーを張り、綱渡りする夢に取り憑かれるフィリップ。計画実行の為に仲間を募ったフィリップは、一度は離れたパパ・ルディから技術も学び、猪突猛進でアメリカに渡った。
ワールドトレードセンターには、すでに企業も入居していたが、最上階の110階の辺りは、まだ工事中だった。作業員に紛れて、南棟に必要な機材を運び込むフィリップと仲間たち。向かいの北棟に侵入した仲間が、弓矢で細い釣り糸を南棟に向け撃ち込んだ。細い糸から徐々に太いロープを渡し、遂に頑丈なワイヤーを張ることに成功するフィリップたち。
1974年8月7日。準備に手間取り、人々が出勤する時間になって、綱渡りを開始するフィリップ。無事に北棟まで渡り切ったが、更に南棟に向け、復路の渡りを開始した。崇高な気分に満ち、ワイヤーやタワー、ニューヨークの街に感謝を捧げるフィリップ。屋上には警官たちが駆け付けたが、平然と往復を繰り返すフィリップに、地上の市民は惜しみない拍手を送るのだった。

## キャスト
※括弧内は日本語吹替
- フィリップ・プティ - ジョセフ・ゴードン＝レヴィット（内田夕夜）
- パパ・ルディ - ベン・キングズリー（麦人）
- アニー - シャルロット・ルボン（渋谷はるか）
- ジャン＝ルイ - クレマン・シボニー（平川大輔）
- ジャン＝ピエール（J.P.） - ジェームズ・バッジ・デール（野坂尚也）
- ジャン＝フランソワ（ジェフ） - セザール・ドンボワ（フランス語版）（梅原裕一郎）
- アルバート - ベン・シュワルツ（矢野智也）
- デイヴィッド - ベネディクト・サミュエル（英語版）
- バリー・グリーンハウス - スティーヴ・ヴァレンタイン（さかき孝輔）

## 製作

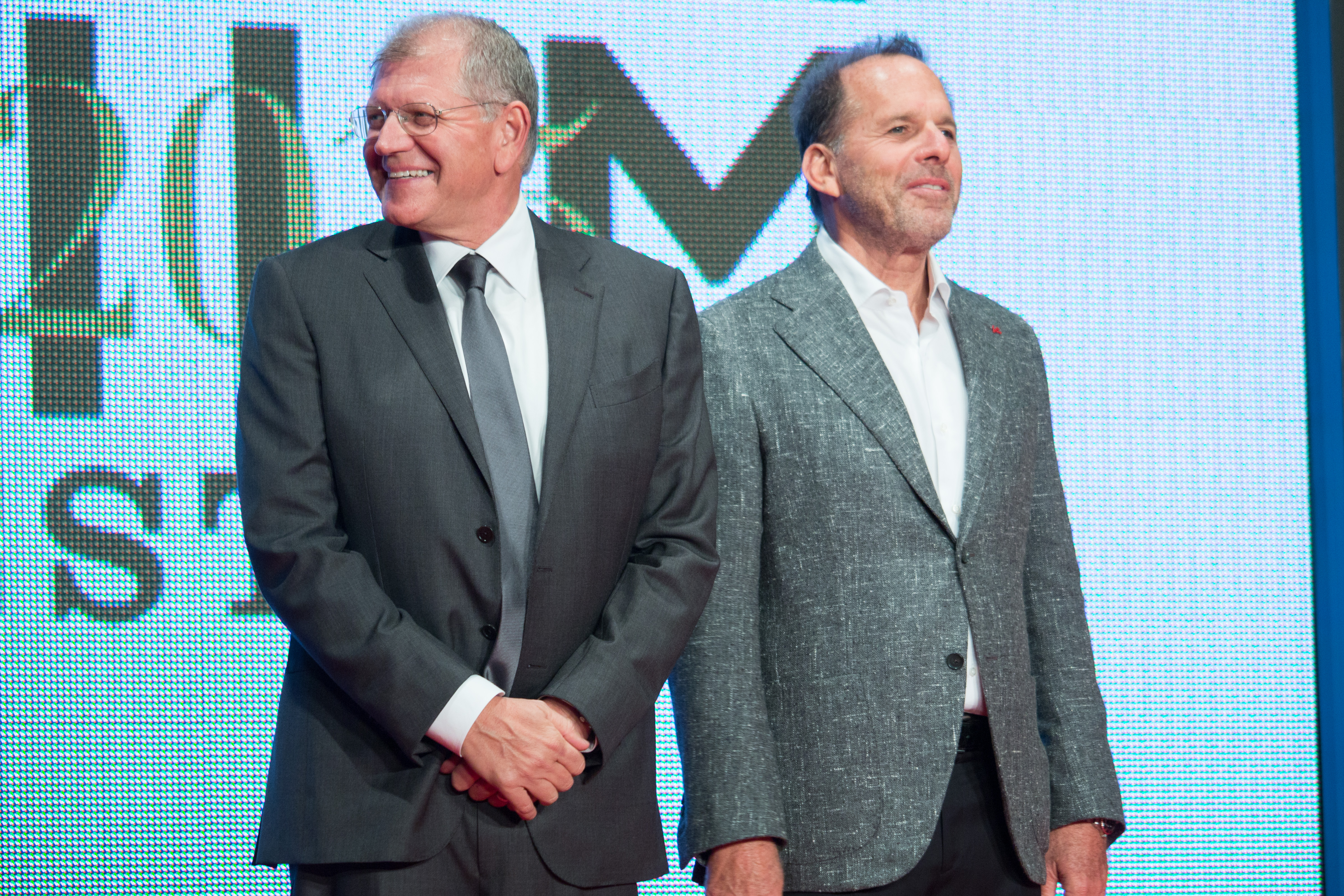
第28回東京国際映画祭（2015年10月）に登壇したロバート・ゼメキス監督（写真左）とプロデューサーのジャック・ラプケ

主演を務めたゴードン=レヴィットは綱渡りをしたことがなかったため、プティ本人の指導のもと猛特訓を行った。その結果、練習8日目にして、綱の上を補助なしで歩けるようになった。ゴードン=レヴィットは撮影の合間を縫って練習を重ねていたという。最後の綱渡りのシーンはスタントマンも使いながら、レヴィット自らスタジオ内で綱渡りをして撮影された。ワイヤーはスタジオの床から12フィートのところに張られており、その張り方は1974年の挑戦の時と同じ張り方だったという。ゴードン=レヴィットはよりしっかりとしたイメージを持つために、ワールドトレードセンターのツインタワー跡地にある2つの記念碑の間を実際に歩いた。ゴードン=レヴィットは2001年の夏にワールドトレードセンターにあった展望台に行ったことがあり、その記憶も演技に生かしたと述べている。また、ゴードン=レヴィットはフランス人のプティを演じるにあたって、フランス訛りの英語の習得にも努めた。シャルロット・ルボンの協力もあって、ゴードン=レヴィットは完璧なパリ風英語を習得できた。
2014年5月26日、本作の主要撮影がカナダのモントリオールで始まり、同年8月6日に撮影が終了した。

## 公開
2015年9月26日、本作はニューヨーク映画祭でプレミアを迎えた。30日にはIMAX設備のある映画館で先行上映が始まり、10月9日にはその上映規模を拡大させた。

## 興行収入
2015年9月30日、本作は全米443館という規模で限定公開され、156万ドルを稼ぎ出し週末興行収入ランキング初登場11位となった。翌週の拡大公開では、全米2509館での上映が始まり、371万ドルを稼ぎ出し週末興行収入ランキング7位となった。

## 評価
本作は批評家から絶賛されている（特に綱渡りのシーンは評価が高い）。映画批評集積サイトのRotten Tomatoesには199件のレビューがあり、批評家支持率は85%、平均点は10点満点で7.2点となっている。サイト側による批評家の意見の要約は「『ザ・ウォーク』はスリリングの視覚効果と実話に基づいた人間ドラマのバランスをうまい具合にとっている作品である。活力に満ちた人間の描写が見る者の印象に残る。」となっている。また、Metacriticには41件のレビューがあり、加重平均値は70/100となっている。なお、本作のCinemaScoreはA-となっている。